# 시시아노
시시아노(이탈리아어: Scisciano)는 이탈리아 캄파니아주 나폴리현에 위치한 코무네다. 나폴리로부터 북동쪽으로 20km 거리에 있다.